# پائولینا گاوونسکا
پائولینا گاوونسکا (لهستانی: Paulina Gałązka؛ زادهٔ ۲۱ اوت ۱۹۸۹) بازیگر اهل لهستان است.
از فیلم‌ها یا مجموعه‌های تلویزیونی که وی در آن‌ها نقش داشته‌است، می‌توان به یک ورشویی، بایگان، همه دوستان من مرده‌اند، فرصت دوباره، فوریوزا، کلانگور، نشانه‌ها، راه‌های آزادی، دختران خریدنی، عشق اول، در خوشی و سختی، دوستان، پدر متیو، پس‌تصویر و لیور اشاره نمود.